# 34-я улица — Пенсильванский вокзал (линия Восьмой авеню, Ай-эн-ди)
|   |     |     |   |   |     |     |   |
| · | · л | · э | · | · | · э | · л | · |

|   |     |     |   |   |     |     |   |
| · | · л | · э | · | · | · э | · л | · |

«34-я улица — Пенсильванский вокзал» (англ. 34th Street–Penn Station) — станция Нью-Йоркского метрополитена, расположенная на линии Восьмой авеню, Ай-эн-ди. Станция находится в Манхэттене, на пересечении 8-й авеню и 34-й улицы. На станции останавливаются маршруты: A (круглосуточно), C (круглосуточно, кроме ночи) и E (круглосуточно). Экспресс-пути используются маршрутом A (круглосуточно, кроме ночи). Локальные пути используются маршрутами: A (ночью), C (круглосуточно, кроме ночи) и E (круглосуточно). На 2019 год станция занимает 7-е место по пассажиропотоку: 25 631 364 пассажира в год. В непосредственной близости от станции расположен Пенсильванский вокзал — самый оживлённый вокзал Нью-Йорка.
Станция была открыта 10 сентября 1932 года в составе первой очереди линии до Инвуда.
Станция представлена тремя платформами — двумя боковыми и одной островной. Боковые платформы обслуживают локальные поезда, островная обслуживает экспрессы. Во всей системе станций с таким размещением платформ всего три, две другие — Атлантик-авеню — Барклайс-центр на линии Истерн-Паркуэй и соседняя 34-я улица — Пенсильванский вокзал на линии Бродвея и Седьмой авеню. Обычно на экспресс-станции с 4 путями сделано две платформы, каждая из которых обслуживает два пути одного направления; здесь сделано иначе, чтобы толпа на платформе, и так большая из-за соседства железнодорожного вокзала, не увеличивалась за счёт пассажиров, пересаживающихся между локальными и экспресс-поездами.

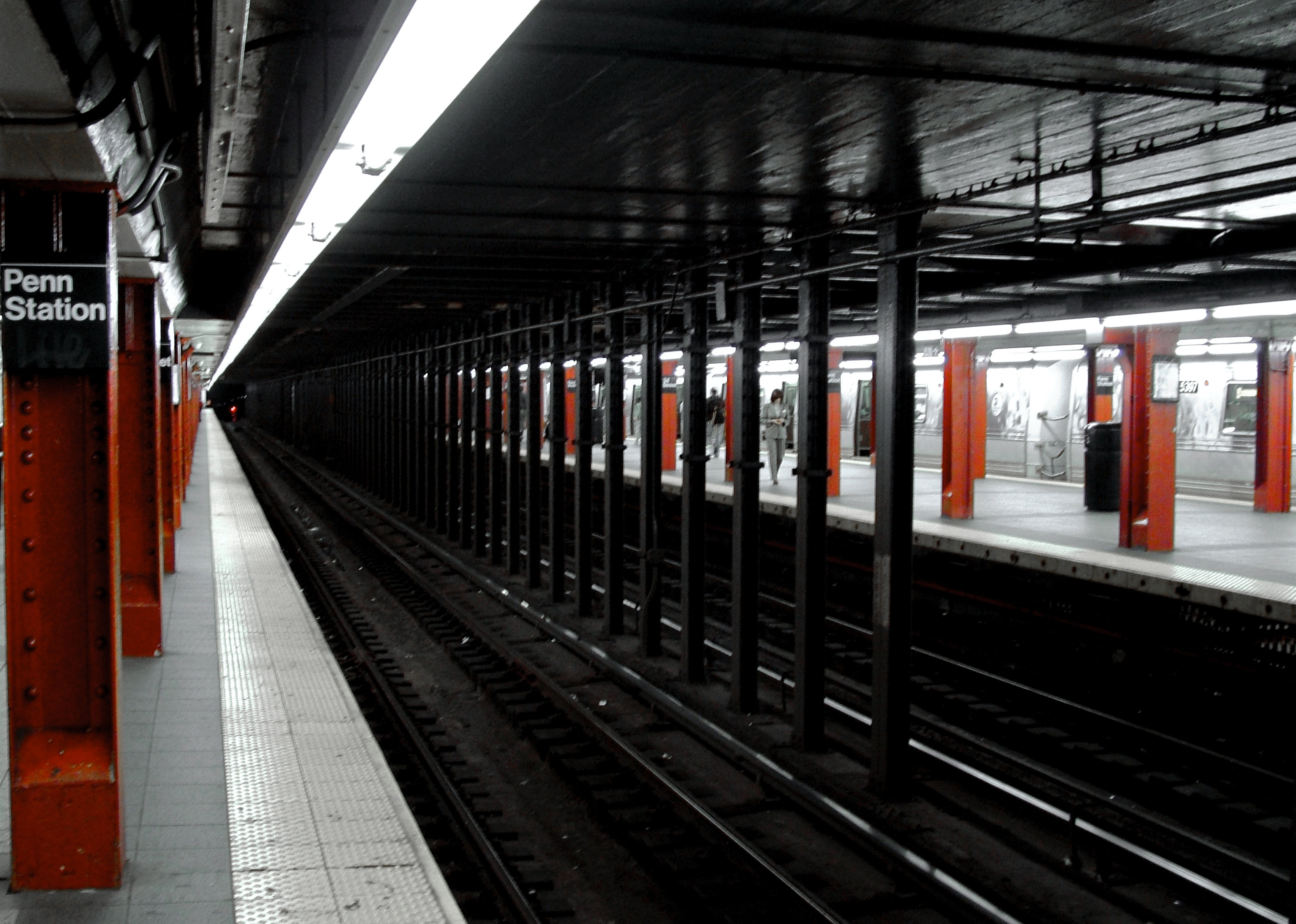
Вид с западной боковой платформы
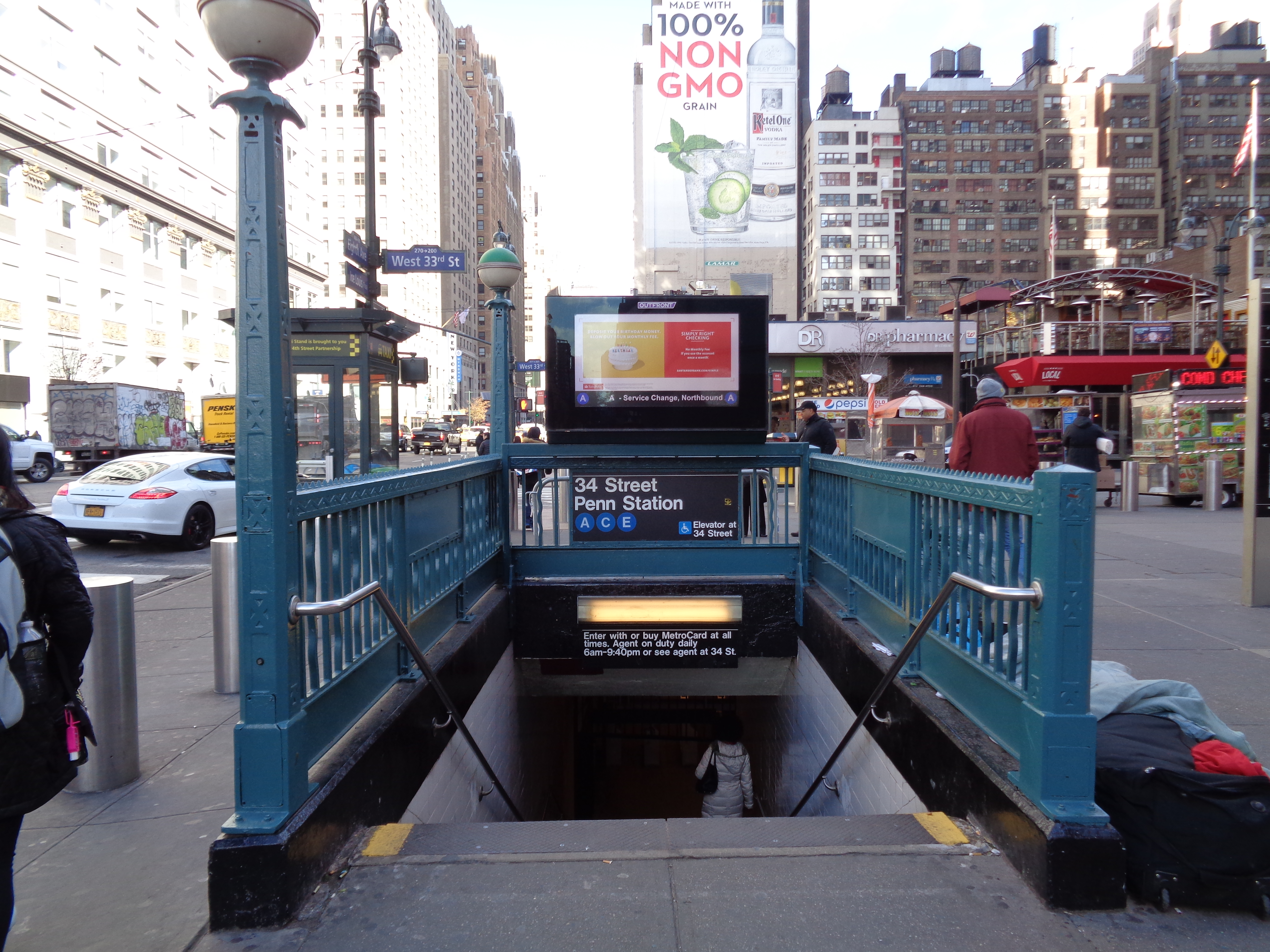
Вход